# Герсфельдське абатство
50°51′59″ пн. ш. 9°42′08″ сх. д. / 50.86627° пн. ш. 9.70224° сх. д.
Герсфельдське абатство (нім. Reichsabtei Hersfeld; лат. Abbatia Hersfeldensis) — важливе в історії абатство, що проіснувало із 769 по 1606 рік. За ці 837 років в абатстві змінилося 66 абатів. Абатство було в північному гессенському місті Бад-Герсфельді. Серцем монастирського життя була колегіальна церква, залишки якої можна побачити і сьогодні як найбільші руїни романської церкви в Європі. Історія абатства тісно пов'язана з історією міста Бад-Герсфельда.